# Грамота Президиума Верховного Совета УССР
Грамота Президиума Верховного Совета УССР и Почётная грамота Президиума Верховного Совета УССР (укр. Грамота Президії Верховної Ради УРСР та Почесна грамота Президії Верховної Ради УРСР) — государственные награды Украинской ССР.

## Описание
Государственные награды Украинской ССР, которыми отмечали отдельных граждан, предприятия, учреждения, организации, коллективы трудящихся, населённые пункты за успехи в развитии народного хозяйства, науки и культуры, за активную трудовую и общественно-политическую деятельность и за другие заслуги. Так же награждались воинские части и соединения за высокие показатели боевой и политической подготовки, активное участие в выполнении народно-хозяйственных задач.
Награждение Почётной грамотой и грамотой ВС УССР предполагалось пунктом 10 статьи 108 Конституции УССР от 1937 года и производилось с 1944 года. Награждение проводилось Президиумом Верховного Совета УССР.
Положение о Почётной грамоте Президиума ВС УССР и Положение о Грамоте Президиума ВС УССР были утверждены Президиумом Верховного Совета УССР 25.07.1969 года. В соответствии с Положением о государственных наградах УССР от 7.05.1981 года Почётной грамоте и грамоте Верховного Совета УССР был предоставлен статус государственных наград. Тем же Положением регулировался и порядок подачи ходатайств о награждении и вручении. Лишить этой награды мог только Президиум Верховного Совета УССР за тяжкое преступление, совершение порочащего лицо поступка, при лишении гражданства.
15 сентября 1988 года Президиум Верховного Совета УССР принял постановление о совершенствовании порядка награждения государственными наградами УССР. Было прекращено награждение Почётной грамотой и грамотой Верховного Совета УССР районов, городов, посёлков, сёл и трудовых коллективов. А указом Президиума Верховного Совета УССР от 20.06.1989 в Положение о государственных наградах УССР были внесены изменения и дополнения — с этого момента прекращалось награждение предприятий, учреждений, организаций, а также войсковых частей. Окончательно награждение Почётной грамотой и грамотой Верховного Совета УССР прекращено в конце 1991 года.

### Грамота Президиума Верховного Совета УССР
В соответствии с Положением о грамоте Верховного Совета УССР от 25.07.1969 года, награждённые лица, получали нагрудный знак определённого образца, который носился на правой стороне груди.

#### Статистика награждения
По состоянию на 1 июня 1981 года награждены:
- 14 788 человек;
- 414 коллективов.

### Почётная грамота Президиума Верховного Совета УССР
В соответствии с Положением о Почётной грамоте Верховного Совета УССР от 25 июля 1969 года, награждённые лица, получали нагрудный знак определённого образца, который носился на правой стороне груди. После смерти награждённого лица Почётная грамота и нагрудный знак хранились в семье покойного.

#### Статистика награждения
По состоянию на 1 июня 1981 года награждены:
- 13 500 человек;
- 1 271 коллектив;
- 18 городов;
- 11 районов;
- одно село.